# Joseph Bertrand (nuotatore)
Joseph Bertrand (Helstroff, 13 luglio 1877 – Lomme, 25 agosto 1918) è stato un nuotatore e pallanuotista francese.

## Carriera
Partecipò alle gare di pallanuoto e di nuoto della II Olimpiade di Parigi del 1900 e vinse una medaglia di argento, nei 200 m stile libero per squadre con la "Tritons Lillois" (con un punteggio totale di 61).
Prese parte, sempre con la squadra dei Tritons Lillois, al torneo olimpico di pallanuoto, venendo sconfitti al primo turno dal Osborne Swimming Club per 12-0. Partecipò inoltre alla gara dei 200 m ostacoli, arrivando nono in finale, nuotando in 3:17.0.

## Palmarès
- Argento ai Giochi olimpici di Parigi 1900 nei 200 m stile libero per squadre